# (15875) 1996 TP66
(15875) 1996 TP66 est un objet transneptunien du groupe des plutinos découvert en 1996.

## Description
(15875) 1996 TP66 a été découvert le 11 octobre 1996 dans un des observatoires du Mauna Kea, un ensemble d'observatoires astronomiques indépendants, situés au sommet du volcan Mauna Kea sur l'île d'Hawaï, par J. X. Luu, D. C. Jewitt et C. A. Trujillo.

### Caractéristiques orbitales
L'orbite de cet astéroïde est caractérisée par un demi-grand axe de 39,17 UA, un périhélie de 26,35 UA, une excentricité de 0,33 et une inclinaison de 5,70° par rapport à l'écliptique. Du fait de ces caractéristiques, à savoir un demi-grand axe supérieur à 30,1 UA, il évolue au-delà orbites de l'orbite de Neptune et est classé comme planète mineure distante de type objet transneptunien,.

### Caractéristiques physiques
(15875) 1996 TP66 a une magnitude absolue (H) de 7,0 et un albédo estimé à 0,198.